# Casa Atherton
La casa Atherton, también conocida como la mansión Faxon Atherton, es un edificio histórico ubicado en San Francisco (California), Estados Unidos. El estilo de la casa, una mezcla de Queen Anne y Stick-Eastlake, ha sido descrito como «ecléctico» y «extraño».
Figura en el Registro Nacional de Lugares Históricos desde 1979.

## Arquitectura
Fue construida en 1881–1882, y presenta una arquitectura de estilo Reina Ana con líneas horizontales, un frontón recortado y una torre corta. Se cree que el arquitecto fue John Marquis, pero también se ha atribuido a los hermanos Moore, que se representan en otros relatos como los constructores iniciales.

## Historia
Esta edificación fue construida para Dominga de Goñi Atherton (1823–1890) tras la muerte de su marido Faxon Atherton. Era la suegra de la novelista Gertrude Atherton, quien escribió sobre la propiedad en sus memorias. Los artículos periodísticos sobre la casa, el día de su inauguración en 1882, la describieron como pintoresca, pero parecía ser una reliquia de una época anterior. La prensa también señaló que la altura de las habitaciones creaba un efecto claustrofóbico en los visitantes. Posiblemente en respuesta a los comentarios, Dominga contrató a Charles Lee Tilden para mejorar la casa.
Después de la muerte de Dominga Atherton en 1890, la mansión fue vendida a Edgar Mills, hermano de Darius Ogden Mills del Banco de California, y en 1900 fue renumerada a 1990 California St. En 1908 fue comprada por George Chauncey Boardman, un magnate inmobiliario y presidente de San Francisco Fire Insurance, cuya propiedad había sido destruida en el terremoto de San Francisco de 1906. Su viuda y otros miembros de la familia vivieron allí hasta 1923, cuando fue adquirida por el arquitecto Charles J. Rousseau, quien la subdividió en 13 apartamentos. Su viuda Carrie vivió allí con cincuenta gatos hasta su muerte en 1974. A partir de 2008 todavía se encontraba subdividida.
Según los informes, la casa está embrujada por hasta cuatro fantasmas, incluida Carrie Rousseau. La historia comúnmente citada es que el fantasma original es George H. B. Atherton, quien murió en el mar, en el Pacífico Sur en 1887 y cuyo cuerpo fue enviado de regreso a San Francisco en un barril de ron, pero el barril fue entregado en los muelles, no en el casa.